# Corrido
A corrido mexikói népköltészeti és népzenei műfaj, amely a 18. században keletkezett a spanyol románcból. A népdal általában egy tréfás – megtörtént vagy kitalált – történetet beszél el. Témája lehet a szerelemmel kapcsolatos, vagy lehet megtörtént esemény krónikája, történelmi tettekhez vagy hősökhöz fűződő történet (pl. gyakran a mexikói forradalommal kapcsolatos, illetve sokszor megjelenik Benito Juárez alakja) stb. Általában három részből áll: a dalnok bemutatkozása és a történet bevezetése; a történet kibontakozása; s végül a tanulság levonása és a dalnok búcsúzása. A dalt általában mariachi vagy fúvószenekar kíséri, üteme 3/4-es.

## Fordítás
- Ez a szócikk részben vagy egészben a Corrido című spanyol Wikipédia-szócikk fordításán alapul.  Az eredeti cikk szerkesztőit annak laptörténete sorolja fel. Ez a jelzés csupán a megfogalmazás eredetét és a szerzői jogokat jelzi, nem szolgál a cikkben szereplő információk forrásmegjelöléseként.